# Hahndorf
Hahndorf – miasteczko położone w Australii Południowej na wschód od Adelaide, zostało założone przez luterańskich osadników z Prus.

## Historia założenia
28 grudnia 1838 do Adelajdy przybył statek "Zebra" pod dowództwem duńskiego kapitana Dirka Hahna, na pokładzie którego znajdowało się 188 pasażerów i ich dobytek.  W czasie podróży do Australii na statku zmarło 12 podróżnych (co na owe czasy było liczbą dość niską).  
Ziemia na której powstała osada założona przez nowo przybyłych emigrantów, została wcześniej zakupiona przez kapitana Hahna, a osadnicy byli z niej tak zadowoleni, że na jego cześć wieś otrzymała nazwę Hahndorf (niem. "dorf" – wieś).  

## Hahndorf obecnie

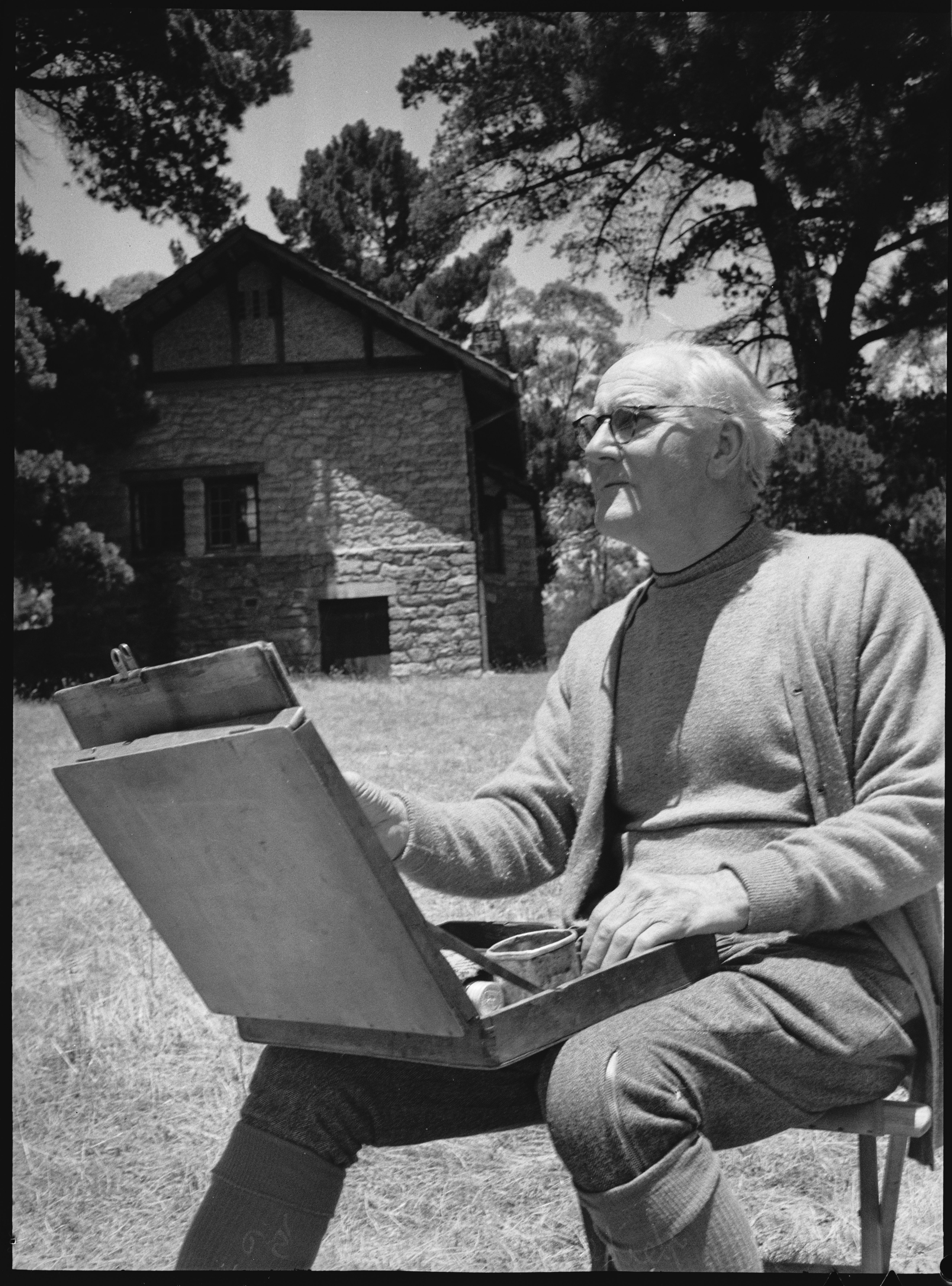
Hans Heysen w Hahndorf. Styczeń 1950.

Hahndorf jest popularnym miejscem wycieczek zarówno dla mieszkańców Adelajdy jak i dla turystów, szczególnie z Niemiec. W mieście znajduje się wiele restauracji z tradycyjną niemiecka kuchnią. Większość innych atrakcji turystycznych ma także związek z niemiecką przeszłością tego miasta, króluje tam typowa niemiecka architektura, tzw. mur pruski.
W 1912 australijski malarz niemieckiego pochodzenia Hans Heysen zakupił nieruchomość o nazwie „The Cedars” w pobliżu Hahndorf, która pozostała jego domem aż do śmierci, a obecnie jest jednym z popularnych celów turystycznych. Rok wcześniej w miasteczku urodziła się Nora Heysen, córka Hansa Heysena, również malarka. W 1968 malarz został pochowany na cmentarzu w Hahndorf.